# Campionati mondiali di nuoto in vasca corta 2010 - Staffetta 4x100 metri stile libero maschile
Le qualifiche per la finale si sono svolte la mattina del 15 dicembre 2010, mentre la finale si è svolta la sera dello stesso giorno.

## Medaglie
| Posizione | Oro                                                                                          | Argento                                                                                              | Bronzo                                                                 |
| --------- | -------------------------------------------------------------------------------------------- | --- | ---------------------------------------------------------------------- |
| Paese     | Francia                                                                                      | Russia                                                                                               | Brasile                                                                |
| Atleti    | Alain Bernard Frédérick Bousquet Fabien Gilot Yannick Agnel Boris Steimetz* William Meynard* | Evgeny Lagunov Sergey Fesikov Nikita Lobintsev Danila Izotov Alexander Sukhorukov* Nikita Konovalov* | Nicholas Santos César Cielo Filho Marcelo Chierighini Nicolas Oliveira |

## Record
Prima della manifestazione il record del mondo (RM) e il record dei campionati (RC) erano i seguenti:
| Record mondiale       | 3:03.30 | Stati Uniti | 19 dicembre 2009 Manchester, Regno Unito |
| Record dei campionati | 3:08.44 | Stati Uniti | 9 aprile 2008 Manchester, Regno Unito    |

Durante la competizione sono stati migliorati i seguenti record:
| Data        | Evento | Nazione | Tempo   | Record                |
| ----------- | ------ | ------- | ------- | --------------------- |
| 15 dicembre | Finale | Francia | 3:04.78 | Record dei campionati |

## Risultati batterie
| Pos. | Nazione             | Atleti | Tempo       | Batteria    | Corsia      | Note        |
| ---- | ------------------- | --- | ----------- | ----------- | ----------- | ----------- |
| 1    | Russia              | Evgeny Lagunov (46.89) Alexander Sukhorukov (1:33.71) Nikita Konovalov (2:21.09) Sergey Fesikov (3:07.78)    | 3:07.78     | 2           | 5           |             |
| 2    | Australia           | James Magnussen (47.30) Matthew Abood (1:33.78) Kyle Richardson (2:20.83) Tommaso D'Orsogna (3:08.06)        | 3:08.06     | 2           | 4           |             |
| 3    | Stati Uniti         | Garrett Webergale (47.02) Richard Berens (1:34.26) David Walters (2:21.54) Nathan Adrian (3:08.69)           | 3:08.69     | 3           | 4           |             |
| 4    | Brasile             | Nicholas Santos (48.29) César Cielo Filho (1:34.05) Marcelo Chierighini (2:21.36) Nicolas Oliveira (3:08.71) | 3:08.71     | 1           | 4           |             |
| 5    | Italia              | Luca Dotto (47.06) Luca Leonardi (1:34.54) Christian Galenda (2:22.20) Marco Orsi (3:09.85)                  | 3:09.85     | 3           | 7           |             |
| 6    | Francia             | Boris Steimetz (47.94) Alain Bernard (1:34.61) William Meynard (2:22.80) Frédérick Bousquet (3:09.97)        | 3:09.97     | 1           | 2           |             |
| 7    | Cina                | Tengfei Shi (48.86) Zuo Chen (1:37.31) Runqiang Shi (2:25.05) Zhiwu Lu (3:12.63)                             | 3:12.63     | 3           | 2           |             |
| 8    | Svezia              | Stefan Nystrand (47.53) Robin Andréasson (1:35.93) Simon Sjoedin (2:24.25) David Ernstsson (3:12.77)         | 3:12.77     | 3           | 5           |             |
| 9    | Canada              | Richard Hortness (48.38) Hassaan Abdel Khalik (1:36.76) John Jake Tapp (2:24.85) Joe Bartoch (3:14.05)       | 3:14.05     | 1           | 5           |             |
| 10   | Rep. Ceca           | Michal Rubacek (48.44) Martin Verner (1:36.56) FUCÍK Tomás (2:26.53) Jan Sefl (3:15.28)                      | 3:15.28     | 2           | 2           |             |
| 11   | Taipei cinese       | Ping Yuan (51.00) ChiChieh Hsu (1:41.87) YuAn Lin (2:33.17) ShihChieh Lin (3:25.12)                          | 3:25.12     | 2           | 3           |             |
| 12   | Kuwait              | Yousef Alaskari (52.06) Mohammed Madouh (1:42.92) Abdullah Altuwaini (2:33.92) Sauod Altayar (3:28.36)       | 3:28.36     | 1           | 3           |             |
| 13   | Malta               | Andrea Agius (52.66) Andrew Chetcuti (1:44.15) Mark Sammut (2:37.85) Neil Agius (3:31.51)                    | 3:31.51     | 2           | 7           |             |
| 14   | Emirati Arabi Uniti | Obaid Aljasmi (52.37) Saeed Al Jesmi (1:46.06) Bakheet Al Jasmi (2:40.48) Faisal Al Jasmi (3:35.72)          | 3:35.72     | 2           | 6           |             |
| 15   | Macao               | Kuan Fong Lao (51.49) Kit Chou (1:47.03) Antonio Tong (2:41.75) Pok Man Ngou (3:36.62)                       | 3:36.62     | 1           | 6           |             |
|      | Venezuela           | non partita                                                                                                  | non partita | non partita | non partita | non partita |
|      | Kenya               | non partita                                                                                                  | non partita | non partita | non partita | non partita |

## Finale
| Pos. | Nazione     | Atleti | Corsia | Tempo   | Note                  |
| ---- | ----------- | --- | ------ | ------- | --------------------- |
|      | Francia     | Alain Bernard (46.78) Frédérick Bousquet (1:32.70) Fabien Gilot (2:18.45) Yannick Agnel (3:04.78)            | 7      | 3:04.78 | Record dei campionati |
|      | Russia      | Evgeny Lagunov (46.68) Sergey Fesikov (1:32.55) Nikita Lobintsev (2:18.34) Danila Izotov (3:04.82)           | 4      | 3:04.82 |                       |
|      | Brasile     | Nicholas Santos (47.33) César Cielo Filho (1:32.41) Marcelo Chierighini (2:19.43) Nicolas Oliveira (3:05.74) | 6      | 3:05.74 |                       |
| 4    | Stati Uniti | Nathan Adrian (47.35) Garrett Webergale (1:33.23) Richard Berens (2:20.02) Ryan Lochte (3:06.10)             | 3      | 3:06.10 |                       |
| 5    | Australia   | James Magnussen (47.18) Matthew Abood (1:33.94) Kyle Richardson (2:20.03) Tommaso D'Orsogna (3:06.18)        | 5      | 3:06.18 |                       |
| 6    | Italia      | Luca Dotto (47.09) Marco Orsi (1:33.31) Luca Leonardi (2:20.39) Filippo Magnini (3:06.56)                    | 2      | 3:06.56 |                       |
| 7    | Cina        | Tengfei Shi (49.07) Haiqi Jiang (1:35.92) Runqiang Shi (2:23.89) Zhiwu Lu (3:11.03)                          | 1      | 3:11.03 |                       |
| 8    | Svezia      | Stefan Nystrand (46.70) Robin Andréasson (1:34.80) Simon Sjoedin (2:22.91) Lars Froelander (3:11.29)         | 8      | 3:11.29 |                       |